# Kinmei
Cesarz Kinmei (jap. 欽明天皇 Kinmei tennō; ur. 509, zm. 24 maja 571) – 29. cesarz Japonii według tradycyjnego porządku dziedziczenia, a pierwszy historyczny władca Japonii, którego daty panowania są udokumentowane (daty wcześniejszych cesarzy oparte są na tradycji i legendach). Panował od roku 531 lub 539 do 571.

## Życiorys
Kinmei urodził się w 509. Był synem cesarza Keitai i jego żony, księżniczki Tashiraka. Za życia używał imienia Ame-kuni Oshiharuki Hironiwa.
W 539, kiedy miał 30 lat, zmarł jego starszy brat, cesarz Senka i Kinmei został intronizowany jako 29. cesarz Japonii. Kinmei przeniósł siedzibę dworu cesarskiego do pałacu Kazanashi Shikishima w prowincji Yamato, gdzie wcześniej mieszkał. Mianował dwóch wpływowych działaczy politycznych z dworu cesarskiego, Okoshi Mononobe i Kanamura Nakatomi wysokim tytułem ō-muraji, a innego, Iname Soga, tytułem ō-omi.
Za panowania Kinmei rozpoczęła się w Japonii ekspansja buddyzmu. Według Nihon-shoki, w 552, a według innych źródeł, w 539 Kinmei przyjął od koreańskich mnichów buddyjskich statuę Buddy z brązu wraz ze zwojami sutr i sztandarami buddyjskimi jako prezent od koreańskiego króla Baekje. Wytłumaczyli także cesarzowi zasady ich wiary i opowiedzieli o Buddzie. Mimo że Japończycy (szczególnie ci związani z handlem) z nową wiarą spotykali się już nieraz, gdy handlowali z Koreańczykami, to właśnie to wydarzenie zostało ustalone jako oficjalny początek rozwoju buddyzmu w Japonii.
Wraz z początkiem historii buddyzmu w Japonii zaistniał spór między wpływowymi rodami arystokratycznymi: Soga, który przyjął buddyzm a Mononobe i Nakatomi, które pozostały przy shintō, nie akceptując nowej religii.
Według Nihon-shoki, cesarz Kinmei pozostał na tronie aż do swojej śmierci. Zmarł w 571 w wieku 62 lat. Został pochowany w specjalnie dla niego usypanym kopcu Misemaruyama w mieście Kashihara. Kinmei doczekał się dwunastu synów i trzech córek, z czego czworo (trzej synowie i jedna córka) zostało później cesarzami Japonii.
Mauzoleum cesarza Kinmei znajduje się w Nara. Nazywa się ono Hinokuma no saki Ai no misasagi.